# 愛の挨拶 (テレビドラマ)
『愛の挨拶』（あいのあいさつ、原題：사랑의 인사〈サランエ インサ〉）は、1994年11月1日から1995年4月25日に韓国放送公社 (KBS) で放送されたテレビドラマ。全25回。大学を舞台にした青春ドラマで、チョン・ユギョンが脚本を書きユン・ソクホとチョン・ギサンが演出した。ペ・ヨンジュンのデビュー作である。
2023年4月時点でWAVVEで配信されている。ただし2023年4月時点で日本では再生できない。

## 登場人物
キム・ヨンミン
演 - ペ・ヨンジュン
大学の国文科の学生。
オム・ヒドン
演 - クォン・オジュン
ヨンミンと同居している大学生。
イ・ボングァン
演 - キム・ギョンウン
ヨンミンと同居している大学生。
ヘイン
演 - ソン・ヒョナ
ヨンミンと幼馴染で大学の同じサークルの仲間。
ハン・ジフン
演 - ホン・イルグォン
サークルの先輩。
カン・ウンチェ
演 - パク･チュニ
ユジンのルームメイトになる。
イ・ユジン
演 - キム・ミニ
ウンチェのルームメイトになる。
チェガル・ジョンナム
演 - キム・ジホ
ヨンミンの同級生、学科の代表。
ミナ
演 - イ・ウィジョン
ヘインと同居、同級生。
チョ・インヒョク
演 - キム・グァンヨン
ヨンミンの同級生、司法試験を目指す。
ユン・ハンナ
演 - ユンソナ
ウンチェの友人、ボングァンと交際。